# Агински бурятски автономен окръг
Агински бурятски автономен окръг е бивш субект на Руската федерация в южното Задбайкалие. Административен център на окръга е селището от градски тип Агинское (9700 жители).

## История
Влизал е в състава на Читинска област, после е отделен от нея и накрая са обединени в Забайкалски край от 1 март 2008 г. АБО влиза в неговия състав с особен административен статут и се нарича Агински бурятски окръг.
Бил е част от Сибирския федерален окръг и Източносибирския икономически район.
Площ от 19 000 км2, което представлява 0,11% от площта на Руската федерация (79-о място). Население – 79 100 хил. души. (2001).

## Население
По данни от преброяването от 2005 г. окръгът има население от 73 485 хил. души (0,05% от населението на Руската федерация, 84-то място). Гъстота на населението е 3,8 души/км2. Урбанизация – 35,32%. Национален състав:
- буряти – 62,5%,
- руснаци – 35,1%,
- татари – 0,5%.

## Райони
- Агински район
- Дулдургински район
- Могойтуйски район

## География
Намира се в умерения климатичен пояс, има рязко-континентален климат. Средната температура за януари е -28,3 °C, а за юли е +18,8 °C.
Най-голямата река в окръга е р. Онон.
Развита е цветната металургия, дърводобивът и дървообработващата промишленост, машиностроенето и металообработката.
В селското стопанство окръгът е специализиран в животновъдството (тънкорунни овце). Отглеждат се пшеница, овес, ечемик и фуражни култури.